# Il re della montagna (film)
Il re della montagna (Le Roi de la montagne) è un film muto del 1916 diretto da Léonce Perret. Il film, interpretato da René Cresté e Fabienne Fabrèges, fu prodotto dalla Société des Etablissements L. Gaumont.

## Produzione
Il film fu prodotto dalla Société des Etablissements L. Gaumont.

## Distribuzione
Uscì nelle sale francesi il 9 giugno 1916; è conosciuto anche con il titolo inglese The King of the Mountain (nome internazionale).